# ماركوس فيليبس
ماركوس فيليبس (بالإنجليزية: Marcus Phillips)‏ (17 أكتوبر 1973 بتروبريدج في المملكة المتحدة - ) هو لاعب كرة قدم بريطاني في مركز الوسط. لعب مع أكسفورد يونايتد وسويندون تاون وماركوني ستاليونز ونادي أوترخت ونادي سيدني أوليمبيك ونادي سيدني يونايتد 58 ووايتاكيري يونايتد وNorth West Sydney Spirit FC ‏ وكانبرا كوزموز ‏ ونادي تشيلتنهام تاون لكرة القدم ونادي بلاكتاون سيتي وفريق بروناي ‏ وويتني تاون ‏.

## وصلات خارجية
- ماركوس فيليبس على موقع قاعدة بيانات كرة القدم.إي يو (الإنجليزية)
- ماركوس فيليبس على موقع Soccerbase.com (لاعب) (الإنجليزية)
- ماركوس فيليبس على موقع عالم كرة القدم.نت (الإنجليزية)